# Роман Фельпель
Роман Фельпель (нім. Roman Völpel, бл. 1880 — червень 1940) — архітектор. 

## Життєпис
Походив з галицької родини німців-євангелістів. Закінчив Львівську політехніку, навчався також у Відні. У 1910—1940 роках працював у Львові. Від 1916 року член Політехнічного товариства. Належав зокрема до правління товариства. Викладав у Промисловій школі. 1920 року спільно з інженерами Каролем Махальським і Збігневом Власичем заснував будівельну фірму «Спілка інженерів Махальський, Фельпель, Власич» (пол. «Zespół inżynierów Machalski, Völpel, Wlassics»). Захоплювався історією наполеонівського часу, займався живописом. Мав особливу пристрасть до коней, через що влаштував власну конюшню на Персенківці. Родина Фельпелів проживала спочатку на вулиці Театинській (тепер вулиця Кривоноса), а згодом на вулиці Супінського, 5 (тепер вулиця Коцюбинського).

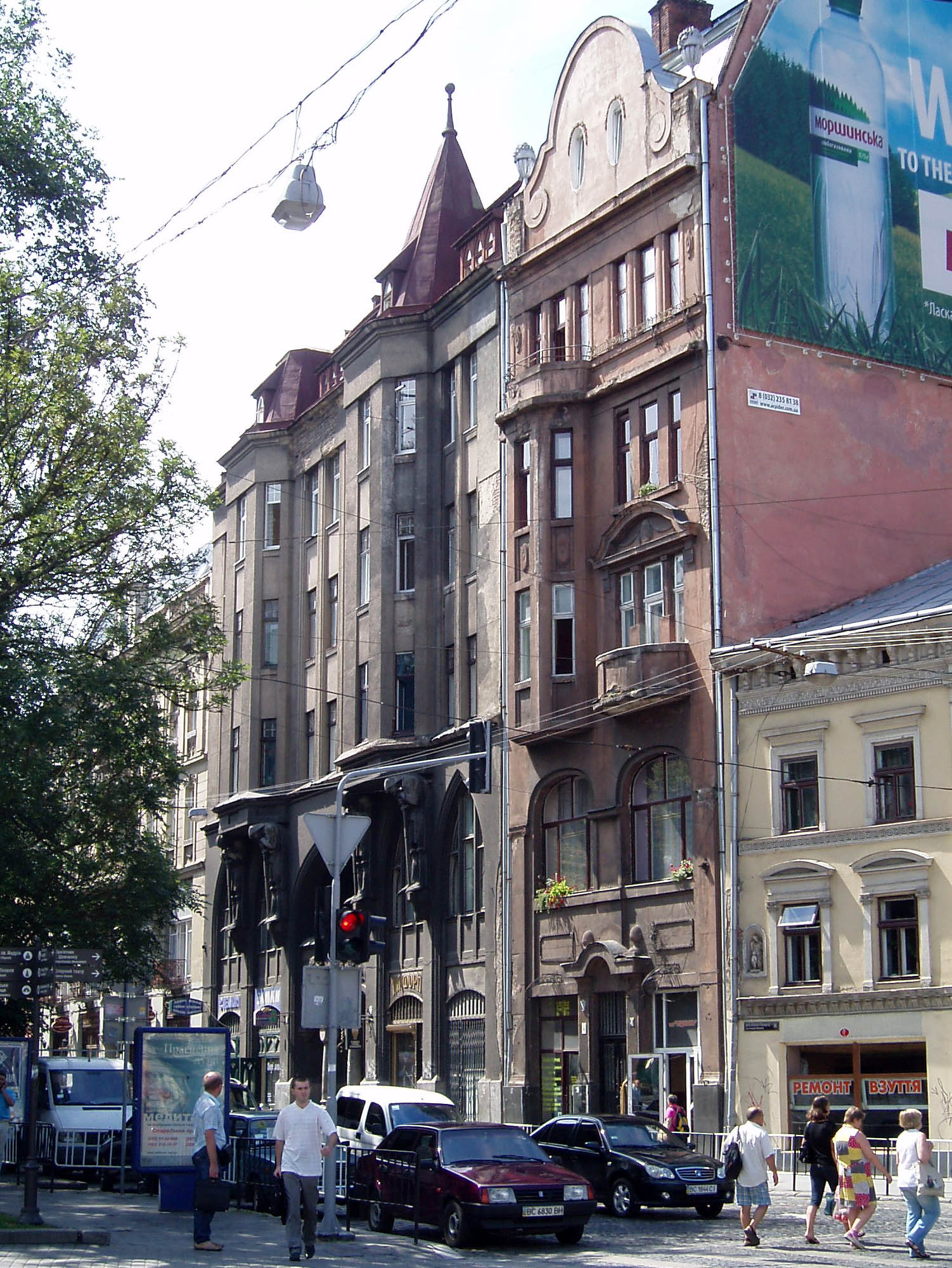
Будинки № 4-6 на вул. Князя Романа у Львові

Спроєктував будинок для Банку польської землі на вулиці Князя Романа, 6 у Львові (1912–1914, співавтор Адольф Піллер). Автор архітектурної частини гробівця родини Шекс на Личаківському цвинтарі (бл. 1925, виготовила фірма Людвіка Тировича). Спроєктував житлові будинки на вулиці Самійленка, 14-20 у Львові (1926).